# Rapporto tra arte e matematica
Il rapporto tra arte e matematica non appare a prima vista evidente, ma gli intrecci e le convergenze fra queste due sfere della cultura umana sono stati nel corso della storia numerosi, profondi e fecondi. La matematica è stata descritta come un'arte motivata dalla bellezza, e può essere riconosciuta in arti come la musica, la danza, la pittura, l'architettura, la scultura, e la moda. Questo articolo si concentra, tuttavia, sulla presenza della matematica nelle arti visive.

## Dall'Antichità al Rinascimento

### IlCanonedi Policleto

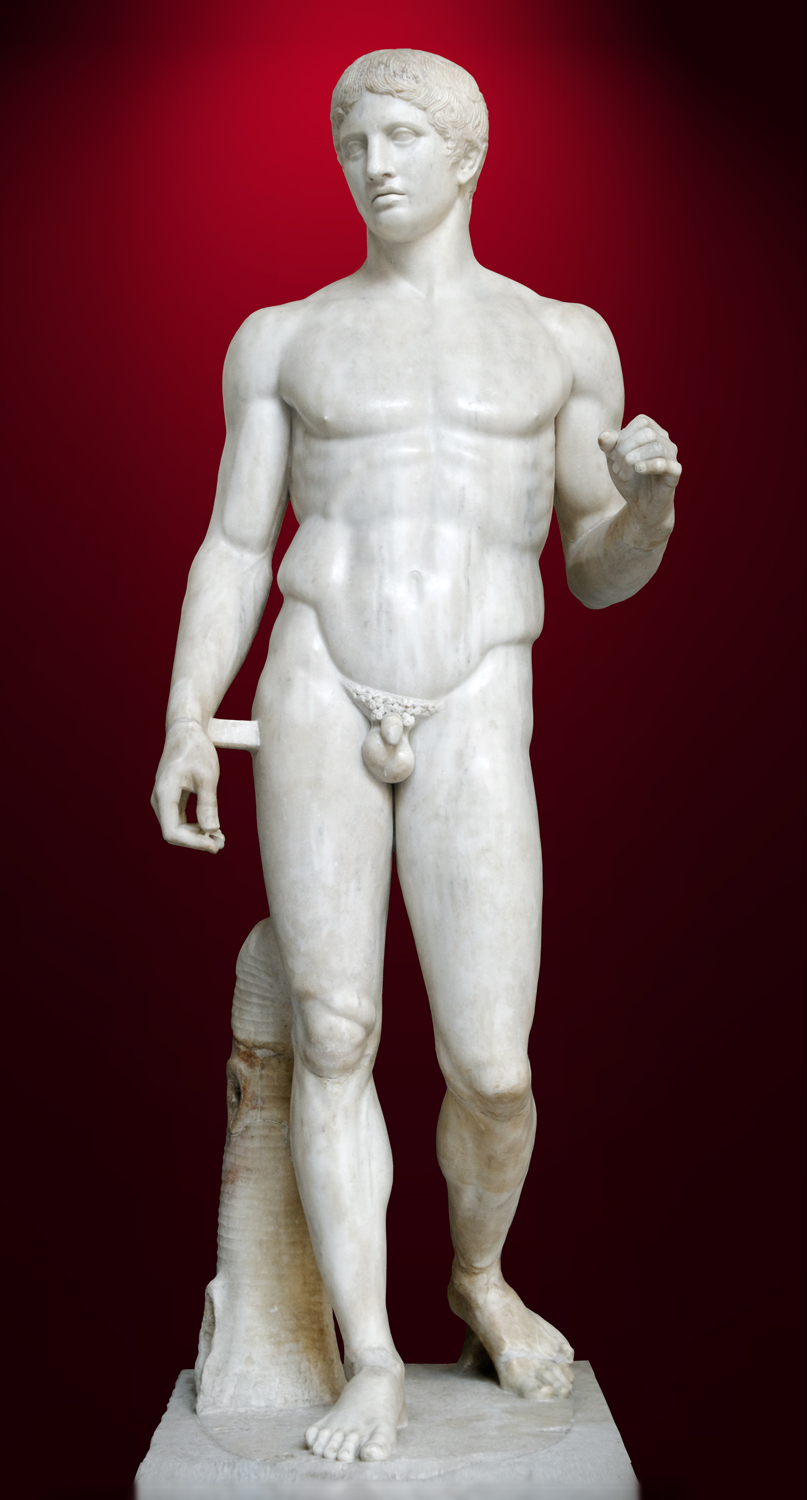
Policleto, Doriforo, ca 450 a.C.
Copia romana in marmo da originale bronzeo, altezza 212 cm. Napoli, Museo Archeologico Nazionale.

Nell'antica Grecia il modello della figura umana era il dio Apollo, che rappresentava la bellezza ideale. Era bello perché il suo corpo si conformava a certe leggi della proporzione sottostanti alla divina "bellezza" della matematica. Ma i più antichi nudi dell'arte greca arcaica sono rigidi e i passaggi tra le varie parti dei loro corpi sono goffi ed improvvisi e hanno una strana piattezza.
A poco a poco, nel VI secolo a.C., si svilupparono i modelli che dovevano soddisfare il nostro concetto occidentale di bellezza. Il primo canone dettato da ferree leggi geometriche è quello, famosissimo, del Doríforo di Policleto (V secolo a.C.) che, ancor oggi, è preso come modello ideale dalla maggior parte degli artisti. Policleto diceva che «un lavoro ben fatto è il risultato di numerosi calcoli che arrivano fino allo spessore di un capello».
Le idee sulle perfette proporzioni del corpo umano furono compendiate dallo scultore in un trattato, il Canone (dal greco kanòn, norma, regola), di cui, purtroppo, sono arrivati sino a noi solo tre frammenti. Secondo il canone policleteo ogni elemento del corpo umano doveva essere rappresentato proporzionalmente a tutti gli altri. In particolare, la testa doveva essere circa {\displaystyle {\tfrac {1}{8}}} dell'intero corpo, il busto doveva corrispondere a tre teste e le gambe a quattro (infatti: {\displaystyle 1+3+4=8}). Il canone proporzionale greco era quindi diverso da quello egizio. Gli egizi possedevano dei reticoli a maglie quadrettate uguali che prescrivevano misure quantitative fisse. Nel Canone di Policleto, invece, non ci sono più unità fisse: la testa starà al corpo come il corpo starà alle gambe, e così via.
Alcuni studiosi sostengono che il pensiero pitagorico abbia influenzato il Canone di Policleto. Il Canone applica i concetti basilari della geometria greca, come la misura, la proporzione e la simmetria, e la volge in un sistema capace di descrivere la figura umana attraverso una serie di progressioni geometriche continue.

#### Il canone di Lisippo
Gli artisti del Rinascimento seguirono, com'è logico, i canoni dei Greci, ed in particolare diedero la preferenza a quello di Lisippo, tramandatoci nell'opera di Vitruvio. In questo canone il modulo è l'altezza della testa, e le regole sono le seguenti:
- L'altezza della faccia si divide in tre parti uguali: una compresa fra il mento e la base del naso; una seconda fra la base e la radice del naso; ed una terza fra la radice del naso e l'impianto dei capelli.
- L'altezza della faccia, dalla base del mento alla linea d'impianto dei capelli, è uguale alla decima parte dell'altezza del corpo.
- L'altezza totale della testa è uguale all'ottava parte dell'altezza del corpo.
- L'insieme dell'altezza della testa e del collo corrisponde alla lunghezza del piede, e ad un sesto dell'altezza del corpo.
- L'ombelico si trova al centro del corpo.
- L'altezza del corpo è uguale alla dimensione delle braccia aperte in croce.

Leonardo da Vinci seguì la regola di Lisippo secondo cui l'altezza della testa è uguale all'ottava parte dell'altezza totale del corpo. Albrecht Dürer compose un trattato delle proporzioni del corpo umano, assai complicato ed oscuro; e numerosi altri artisti si occuparono di questo problema (per esempio Lodovico Dolce, nel Dialogo della pittura del 1577).

### La sezione aurea
Il modulo, il canone e la sezione aurea costituiscono i modelli o paradigmi su cui si regge l'arte classica. La sezione aurea, in particolare, è la divisione di un segmento in due parti tali che la parte maggiore sia medio proporzionale fra l'intero segmento e la parte minore. In forma algebrica, il numero aureo {\displaystyle \Phi } equivale a {\displaystyle {\tfrac {1+{\sqrt {5}}}{2}}}, in quella decimale a {\displaystyle \approx 1,618}. Platone, nel Timeo, descrive cinque possibili solidi regolari (i solidi platonici), alcuni dei quali sono correlati alla sezione aurea. Ma sarà Euclide a darne una prima definizione negli Elementi.

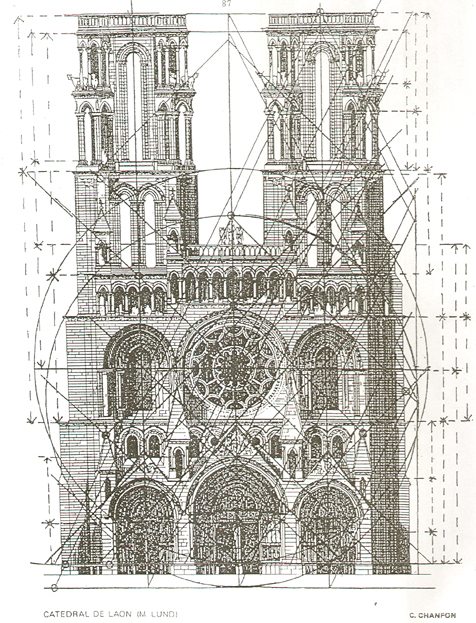
Frederik Macody Lund afferma che sia possibile riconoscere la sezione aurea nella Cattedrale di Laon.

La presenza del numero aureo è stata considerata fin dall'Antichità come caratteristica di armonia. Per questo il numero aureo è stato utilizzato nell'arte, nell'architettura, nella musica, ed è stato ricercato nei fenomeni naturali:
- Secondo vari piramidologi, tra cui Charles Funck-Hellet, la Grande Piramide di Giza (costruita nel 2570 a.C. circa) mostra la sezione aurea.[13] John F. Pile, professore di interior design e storico, afferma che «gli egiziani la conoscevano e certamente la usavano».[14]
- Nella facciata del Partenone (V secolo a.C.), il principale tempio dell'acropoli di Atene, si possono trovare diversi rettangoli aurei.[12][15][16][17]
- La Grande moschea di Qayrawan (costruita nel 670 d.C. circa), in Tunisia, presenta la sezione aurea.[18]
- La Basilica di San Vitale a Ravenna, Castel del Monte, la Cattedrale di Chartres e il Palazzo della Signoria, presentano tutti riferimenti alla sezione aurea.[1]
- La si può riconoscere in opere d'arte come la Gioconda di Leonardo.[19][20]

Un altro rapporto venne chiamato nel 1928 dall'architetto olandese Hans van der Laan «numero plastico». Il suo valore è la soluzione dell'equazione cubica {\displaystyle x^{3}=x+1}, ed è uguale a {\displaystyle \approx 1,325}. Van der Laan usò questo valore mentre progettava, nel 1967, l'Abbazia di San Benedictusberg.

#### IlDe divina proportione
È con Luca Pacioli e il suo trattato De divina proportione del 1509, che la sezione aurea entra a pieno titolo nell'orbita artistica e viene consacrata come canone estetico di armonia e bellezza. L'opera comprende anche una sezione di architettura tratta da Vitruvio e una sui poliedri regolari, ripresa da Piero della Francesca e illustrata da Leonardo da Vinci. Leonardo è anche l'autore del celeberrimo "uomo ideale"; le proporzioni ideali del corpo umano derivanti da questa figura corrispondono al rapporto aureo fra il lato del quadrato e il raggio del cerchio.

### L'invenzione della prospettiva

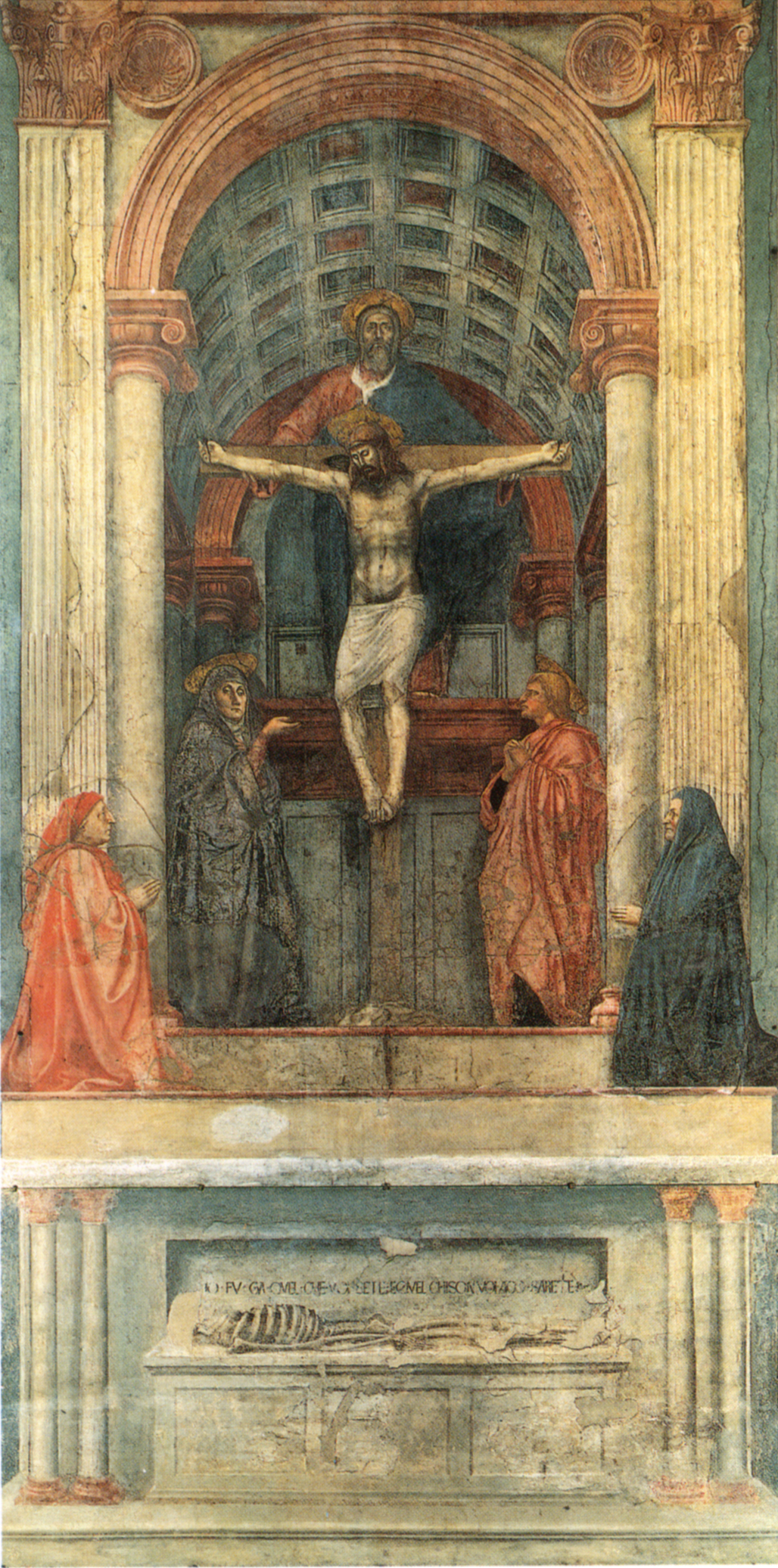
Masaccio, Trinità, ca 1426-1428.
Affresco, 667x317 cm. Firenze, Basilica di Santa Maria Novella.

Secondo la definizione della geometria descrittiva, la prospettiva è «la scienza che insegna a rappresentare gli oggetti tridimensionali su una superficie bidimensionale, in modo che l'immagine prospettica e quella data dalla visione diretta coincidano».
Durante la classicità, piuttosto che rimpicciolire le figure distanti con la prospettiva lineare, i pittori dimensionavano oggetti e personaggi secondo la loro importanza tematica. Il che non esclude che si verificassero tentativi di resa prospettica nell'arte: sappiamo per esempio (da un controverso passo di Vitruvio) che i Greci conoscevano metodi di realizzazione prospettica delle scene teatrali, un'eco dei quali si può rintracciare nei dipinti pompeiani (non sembra comunque, che gli antichi abbiano conosciuto i sistemi prospettici scoperti in età rinascimentale).
Nel Medioevo, il matematico arabo Alhazen (Ibn al-Haytham) descrisse una teoria dell'ottica nel suo Libro d'Ottica del 1021, ma non la applicò mai all'arte. Giotto, tramite l'utilizzo di una "prospettiva" e l'uso sapiente dei colori e del chiaroscuro, conferì alle proprie pitture una verosimiglianza, un volume e un taglio nuovi e sconvolgenti.
Il Rinascimento vide una rinascita della cultura e delle idee greco-romane, tra cui lo studio della matematica per comprendere la natura e le arti. Furono due i motivi che spinsero gli artisti nel tardo Medioevo e nel Rinascimento verso la matematica. Primo, i pittori volevano capire come ritrarre scene tridimensionali su tele bidimensionali. Secondo, i filosofi e gli artisti erano convinti che la matematica fosse la vera essenza del mondo fisico e che l'intero universo, tra cui le arti, potesse essere spiegato in termini geometrici.
Nel 1415, l'architetto italiano Filippo Brunelleschi e il suo collega Leon Battista Alberti dimostrarono il metodo geometrico di applicazione della prospettiva, usando la similitudine dei triangoli come formulata da Euclide, per trovare l'apparente differenza di altezza degli oggetti distanti. I dipinti di Brunelleschi che mostrano la prospettiva sono andati perduti, ma la Trinità di Masaccio ne esemplifica i principi. Si citano anche Paolo Uccello, Piero della Francesca, Leonardo da Vinci, Albrecht Dürer, tra molti altri.

### I poliedri
I solidi platonici e altri poliedri sono un tema ricorrente nell'arte occidentale. Sono stati trovati:
- In un mosaico marmoreo che mostra il piccolo dodecaedro stellato, attribuito a Paolo Uccello, nel pavimento della Basilica di San Marco a Venezia.[30]
- Come illustrazioni del De divina proportione di Luca Pacioli, realizzate da Leonardo da Vinci.[30]
- Come un rombicubottaedro nel ritratto di Pacioli del 1495, eseguito da Jacopo de Barbari.[30]
- Come poliedro troncato (e vari altri oggetti matematici) presente nell'incisione Melencolia I di Dürer.[30] Dürer fu probabilmente influenzato dalle opere di Pacioli e Piero della Francesca durante i suoi viaggi in Italia.[31]

## Dall'Età moderna a oggi

### Dalla prospettiva alla geometria proiettiva
La teoria della prospettiva venne insegnata nelle scuole di pittura, a partire dal Cinquecento in poi. I trattati sulla prospettiva di allora, tuttavia, erano nel complesso un insieme di regole e di procedimenti ad hoc e mancavano di una solida base matematica. Nel periodo compreso fra il Cinquecento e il Seicento, gli artisti e poi i matematici diedero a questa teoria una base deduttiva soddisfacente e la trasformarono da arte semiempirica in scienza vera e propria. Agli inizi del Seicento, si avviò un processo di scissione tra creazione artistica e prospettiva, divenuta ormai oggetto di indagine matematica. Al termine di questo processo, dai procedimenti matematici scaturiti dalla tecnica della prospettiva si svilupperanno la geometria descrittiva a opera di Gaspard Monge e la geometria proiettiva a opera di Girard Desargues. L'intento sarà quello di aiutare gli ingegneri, i pittori e gli architetti nel loro lavoro. Opere definitive sulla prospettiva saranno scritte dai matematici settecenteschi Brook Taylor e Johann Heinrich Lambert.

### L'anamorfosi

Hans Holbein il Giovane, Gli ambasciatori, con teschio anamorfico in basso al centro, 1533. Londra, National Gallery.

A partire dal Quattrocento, gli artisti interessati alle distorsioni visive cominciarono ad applicare l'anamorfosi (fenomeno ottico consistente in una deformazione dell'immagine).
L'anamorfosi piana è ottenuta con una semplice alterazione prospettica, in cui le immagini deformate sono decifrabili solo se osservate da un determinato punto di vista, mai frontale. Essa compare per la prima volta nel Codice Atlantico di Leonardo e fu ampiamente praticata dai manieristi del secondo Cinquecento, tra gli altri dal pittore e incisore tedesco Erhard Schön e da Hans Holbein nel noto dipinto Gli ambasciatori.
L'anamorfosi per riflessione riproduce all'inverso le deformazioni che si hanno guardando l'immagine in uno specchio concavo o convesso; in questo caso l'immagine ritrova il suo aspetto normale se viene guardata con l'ausilio di uno specchio cilindrico o conico. Le origini di questo tipo di anamorfosi sono forse da individuare nelle stampe cinesi giunte in Europa tramite la corte di Costantinopoli. Nel Ritratto dei coniugi Arnolfini di Jan van Eyck, realizzato nel 1434, vi è uno specchio convesso che riflette le persone presenti nella scena, mentre in Autoritratto entro uno specchio convesso del Parmigianino, l'artista ritrae la propria faccia regolare al centro, e con uno sfondo e la mano fortemente curvati.

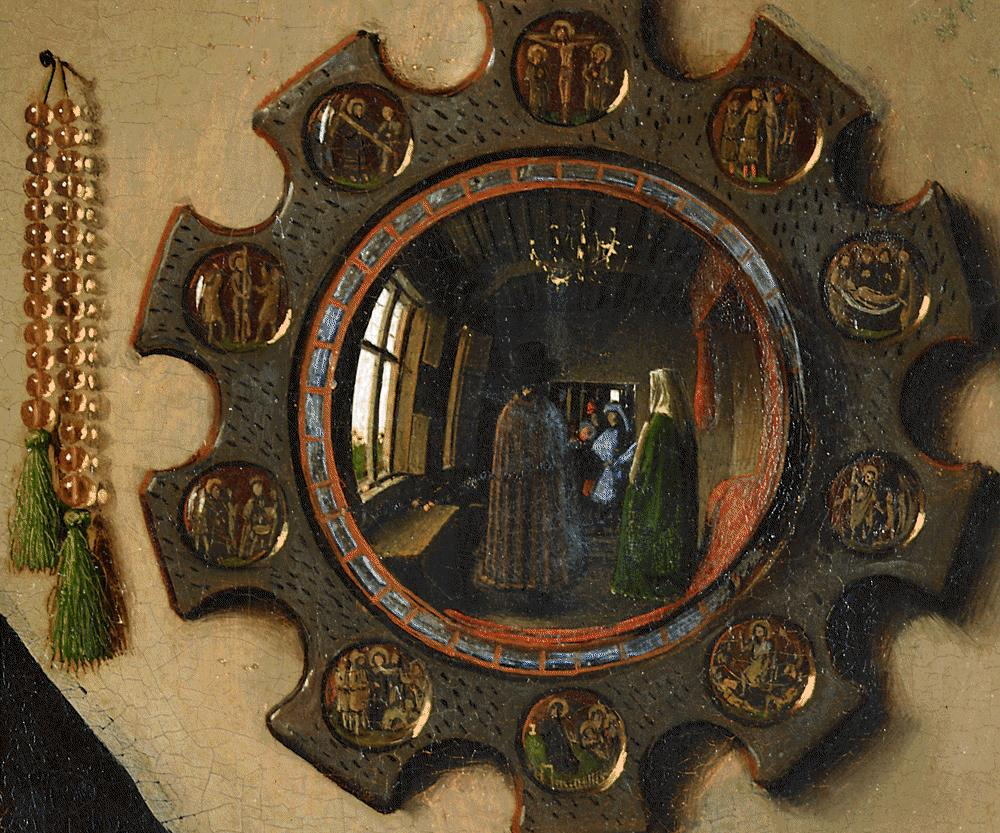
Jan van Eyck, Ritratto dei coniugi Arnolfini, particolare, 1434, olio su tavola, 81,8×59,7 cm. National Gallery, Londra.
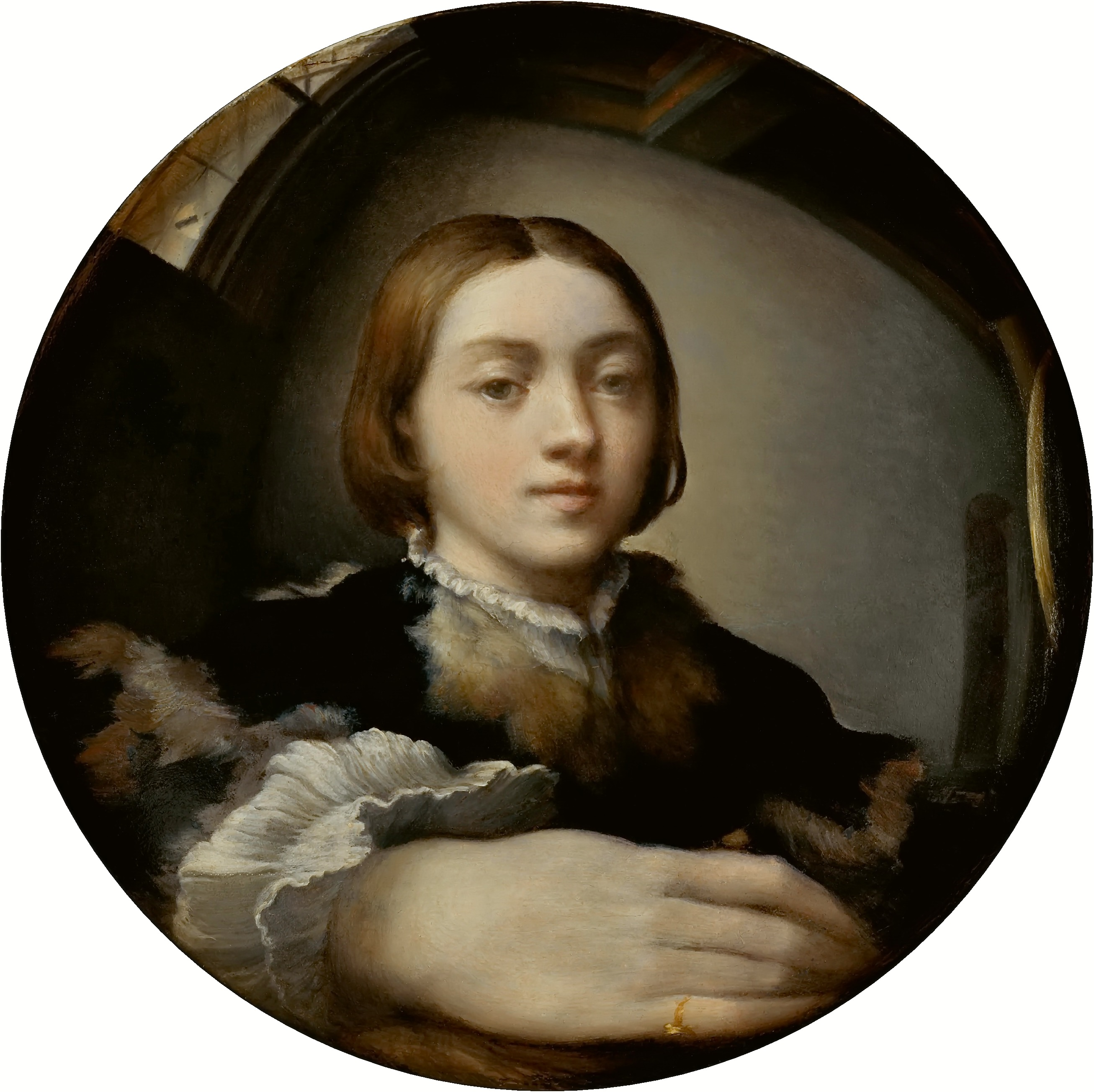
Parmigianino, Autoritratto entro uno specchio convesso, 1524 circa, olio su tavola, 24,4×24,4 cm. Kunsthistorisches Museum, Vienna.

### Gödel, Escher, Bach
Douglas Hofstadter è l'autore di Gödel, Escher Bach. Un'eterna ghirlanda brillante, opera che vede intrecciarsi – ad un primo livello di lettura – le opere e le intuizioni di queste tre personalità storiche: «[...] Ma infine mi resi conto che per me Gödel, Escher e Bach erano solo ombre proiettate in diverse direzioni da una qualche solida essenza centrale. Ho tentato di ricostruire l'oggetto centrale e ne è uscito questo libro». Dall'opera di Hofstadter è possibile trarre svariati esempi di come logica e matematica possano avere punti di contatto con le incisioni di Escher. Nelle opere dell'artista (nato nel 1898 in Frisia), di evidente ispirazione matematica, sono rintracciabili il concetto di limite e continuità, le figure impossibili di Penrose, gli echi di studi di topologia e cristallografia, le tassellazioni, la geometria iperbolica del modello di Poincaré, il nastro di Möbius, le trasformazioni nella continuità, l'ambiguità del concavo e del convesso, in concetto di infinito e di percorso infinito.

#### Tassellazioni del piano

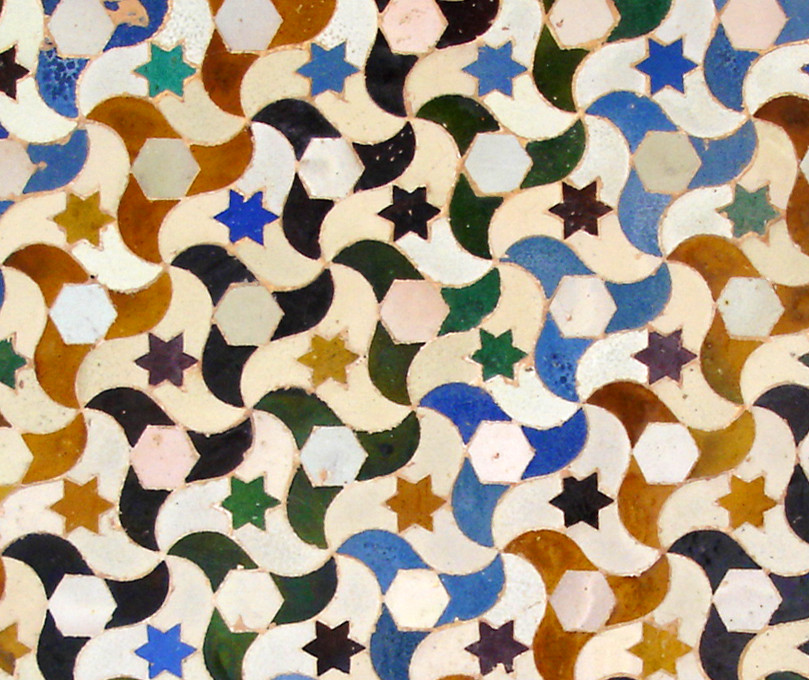
Decorazione dell'Alhambra.

In geometria, con "tassellazione del piano" o "pavimentazione" si intende il ricoprimento del piano con figure geometriche, dette "tasselli" o "moduli", che si ripetono periodicamente senza mai sovrapporsi. Nel 1891 il geologo e cristallografo russo Evgraf Stepanovič Fëdorov dimostrò che sono possibili solo diciassette tipi di tassellazioni del piano. Essi sono stati tutti realizzati nelle decorazioni dell'Alhambra (complesso di palazzi situato a Granada, in Spagna) dagli Arabi.
Comunque, altrettanto famose sono le tassellazioni di Escher, come Studio di divisione regolare del piano con uccelli (da un quaderno del 1942), o Limite del cerchio IV (1960). Quest'ultima, in particolare, è una rappresentazione eseguita in geometria iperbolica.